# 吳宜婷
吳宜婷（英語：Wu Yi Tyng, Queenie），台灣台南人，香港新聞從業員，前亞視新聞副採訪主任、前無綫新聞採訪主任。2020年轉職到Now Tv出任助理新聞總監。

## 生平
吳宜婷出生於台灣台南，年幼喪父後與胞弟隨母於1977年移居香港，並在香港接受教育，於九龍城伯特利中學畢業後到台灣國立政治大學修讀學士課程。
政大畢業後，吳宜婷曾於中天電視與TVBS新聞部任職，返港後加入無綫新聞。由於她精通國語，在無綫新聞部初期主要擔任普通話記者，並兼任明珠台財經消息及普通話新聞主播。
吳宜婷主要報道台海兩岸重點消息以及突發性新聞，其報道會出現於翡翠台新聞報道及明珠台普通話新聞(普通話旁述)；她亦是無綫新聞駐北京記者之一，並曾於2008年北京奧運期間擔任「北京奧運採訪組」組員。
2010年10月2日起，吳宜婷為《新聞透視》擔任國語配音。
2011年6月1日，吳宜婷轉職亞視新聞，擔任亞視新聞部副採訪主任，主要負責報導兩岸三地新聞，主要主持十二點半新聞、六點鐘新聞及夜間新聞。
2012年10月，吳宜婷重返無綫新聞，擔任無綫新聞部助理採訪主任，後再升任採訪主任。
2020年6月，她偕同前無綫新聞部中國組主管陳鐵彪過檔now新聞台。

## 外部連結
- 吳宜婷的新浪微博